# 안드로메다자리 이오타
안드로메다자리 이오타(ι And / ι Andromedae)는 안드로메다자리의 항성이다. 청백색 B형 주계열성으로 겉보기 등급은 +4.29 등급이며, 지구에서 503 광년 떨어져있다.